# Johann Passler
Johann Passler (Rasun-Anterselva, 18 agosto 1961) è un ex biatleta italiano.

## Biografia
Residente ad Anterselva, lavora nella polizia ma nella prima metà degli anni ottanta è entrato a far parte della nazionale italiana militando nel Centro Sportivo Carabinieri. Durante il suo periodo di attività è stato uno dei biatleti di maggior successo in un'Italia che, in quel periodo, era una delle squadre leader mondiali, ottenendo risultati di rilievo soprattutto nelle staffette.
L'altoatesino ha preso parte a quattro edizioni dei Giochi olimpici invernali, da Sarajevo 1984 a Lillehammer 1994. I migliori risultati li ottenne a Calgary 1988, arrivando 3º nell'individuale vinta da Frank-Peter Roetsch e 3° nella staffetta (assieme a Gottlieb Taschler, Werner Kiem e Andreas Zingerle) vinta dall'Unione Sovietica davanti alla Germania. Oltre ai due bronzi si aggiudicò altri buoni piazzamenti: 5° nella staffetta di Sarajevo, 8° nella sprint di Calgary, 7° nell'individuale e 4° nella staffetta ad Albertville 1992.
Ai Mondiali debuttò nel 1983, ottenendo subito il 6º posto nella sprint. Due anni dopo proprio nella sprint ottenne il suo miglior piazzamento individuale arrivando 3º; risultato che per soli otto decimi non riuscì a eguagliare a Holmenkollen l'anno successivo a causa dei due errori commessi, consolandosi però con il bronzo nella staffetta. Anche nel 1989 arrivò a una posizione dalla medaglia, chiudendo 4º nella sprint. A Kontiolahti 1990 e Borovec 1993 l'Italia, grazie al quartetto formato da Pieralberto Carrara, Wilfried Pallhuber, Johann Passler e Andreas Zingerle, vinse l'oro nella staffetta.
Terzo nella classifica finale della Coppa del Mondo 1988, Passler tra il 1985 e il 1995 è andato regolarmente a punti in Coppa del Mondo, ottenendo anche tre vittorie.

## Palmarès

### Olimpiadi
- 2 medaglie:
  - 2 bronzi (individuale[3], staffetta a Calgary 1988)

### Mondiali
- 4 medaglie:
  - 2 ori (staffetta a Minsk/Oslo/Kontiolahti 1990; staffetta[3] a Borovec 1993)
  - 2 bronzi (sprint[3] a Egg am Etzl/Ruhpolding 1985; staffetta a Falun/Oslo 1986)

### Coppa del Mondo
- Miglior piazzamento in classifica generale: 3º nel 1988
- 7 podi (tutti individuali[4]), oltre a quelli conquistati in sede olimpica e iridata e validi anche ai fini della Coppa del Mondo:
  - 3 vittorie
  - 2 secondi posti
  - 2 terzi posti

#### Coppa del Mondo - vittorie
| Data            | Località            | Nazione          | Specialità |
| --------------- | ------------------- | ---------------- | ---------- |
| 23 gennaio 1988 | Anterselva          | Italia           | IN         |
| 11 marzo 1989   | Östersund           | Svezia           | SP         |
| 16 gennaio 1993 | Oberhof/Val Ridanna | Germania/ Italia | SP         |

Legenda:

IN = individuale

SP = sprint

### Campionati italiani
- 15 medaglie:
  -  6 ori
  -  6 argenti
  -  3 bronzi[senza fonte]